# وروتناوانک
وُروتناوانک (ارمنی: Որոտնավանք; انگلیسی: Vorotnavank) یک صومعه حواری ارمنی واقع در مابین روستاهای واغاتین و وروتان، در استان سیونیک، ارمنستان می‌باشد. ساخت و ساز این ساختمان سده ۱۰ام میلادی؛ به پایان رسید. این بنا به سبک معماری ارمنی طراحی شده‌است.

## نگارخانه

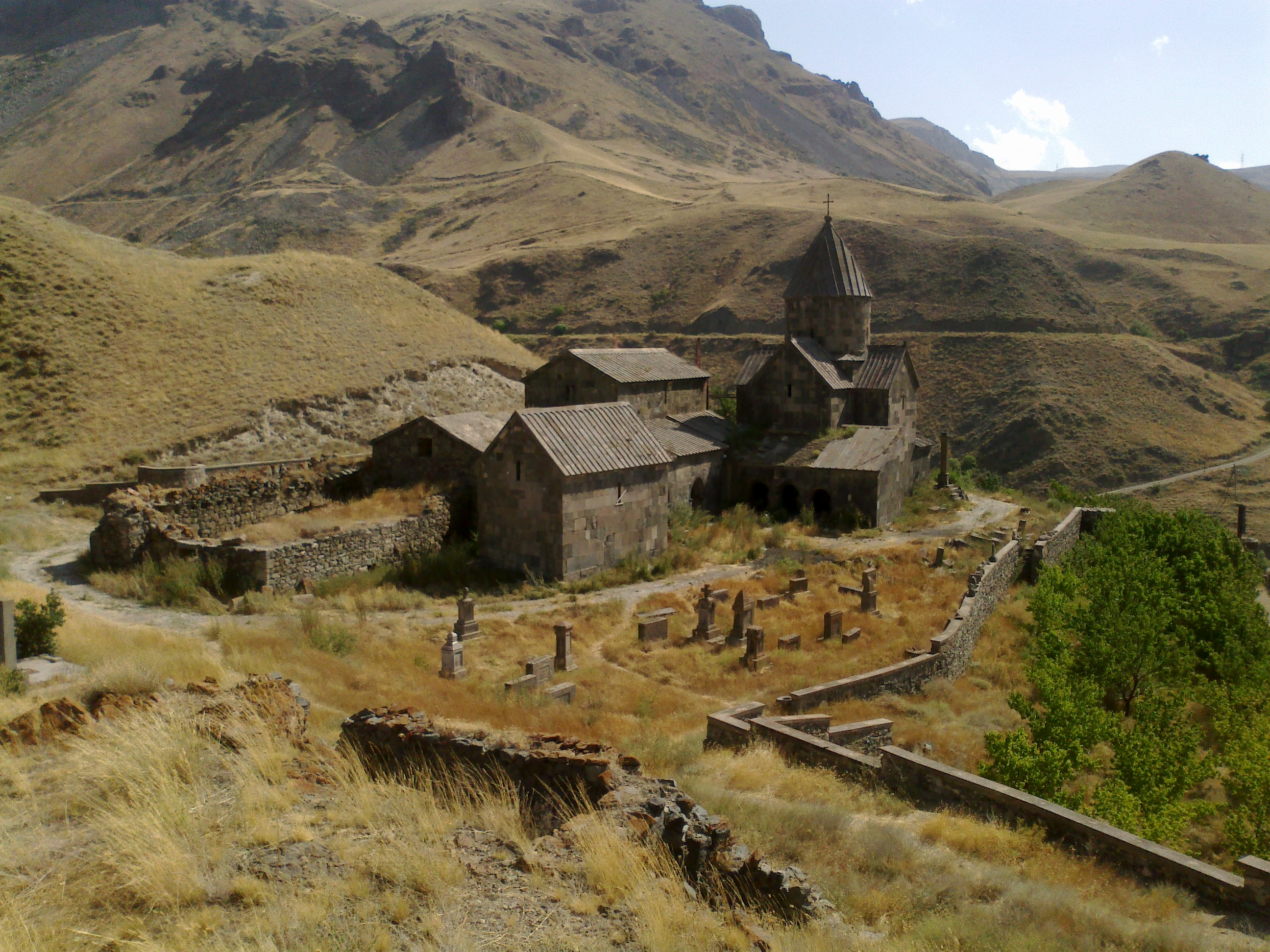
وروتناوانک با دیوار صومعه، باغ صومعه و گورستان قدیمی
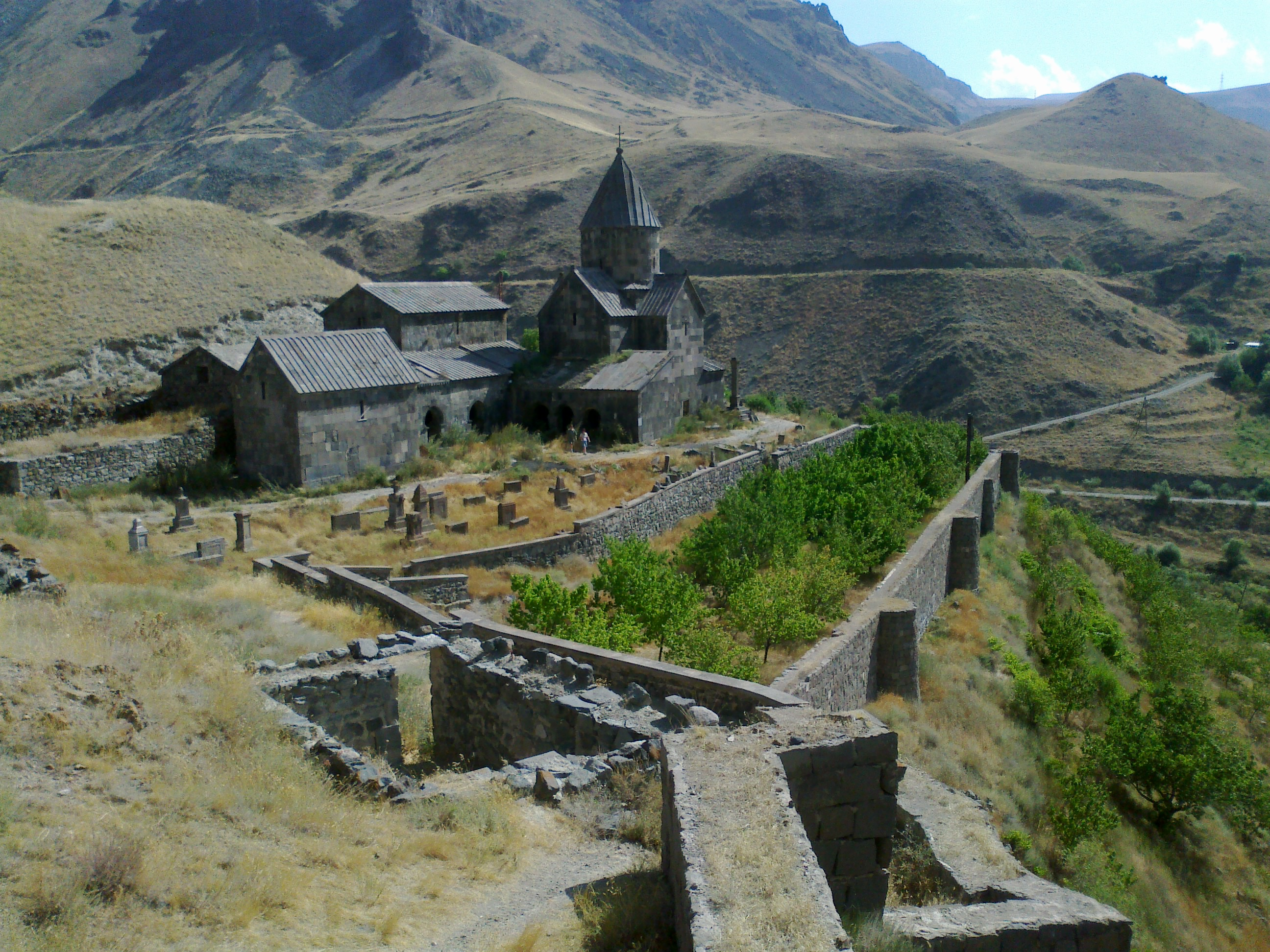
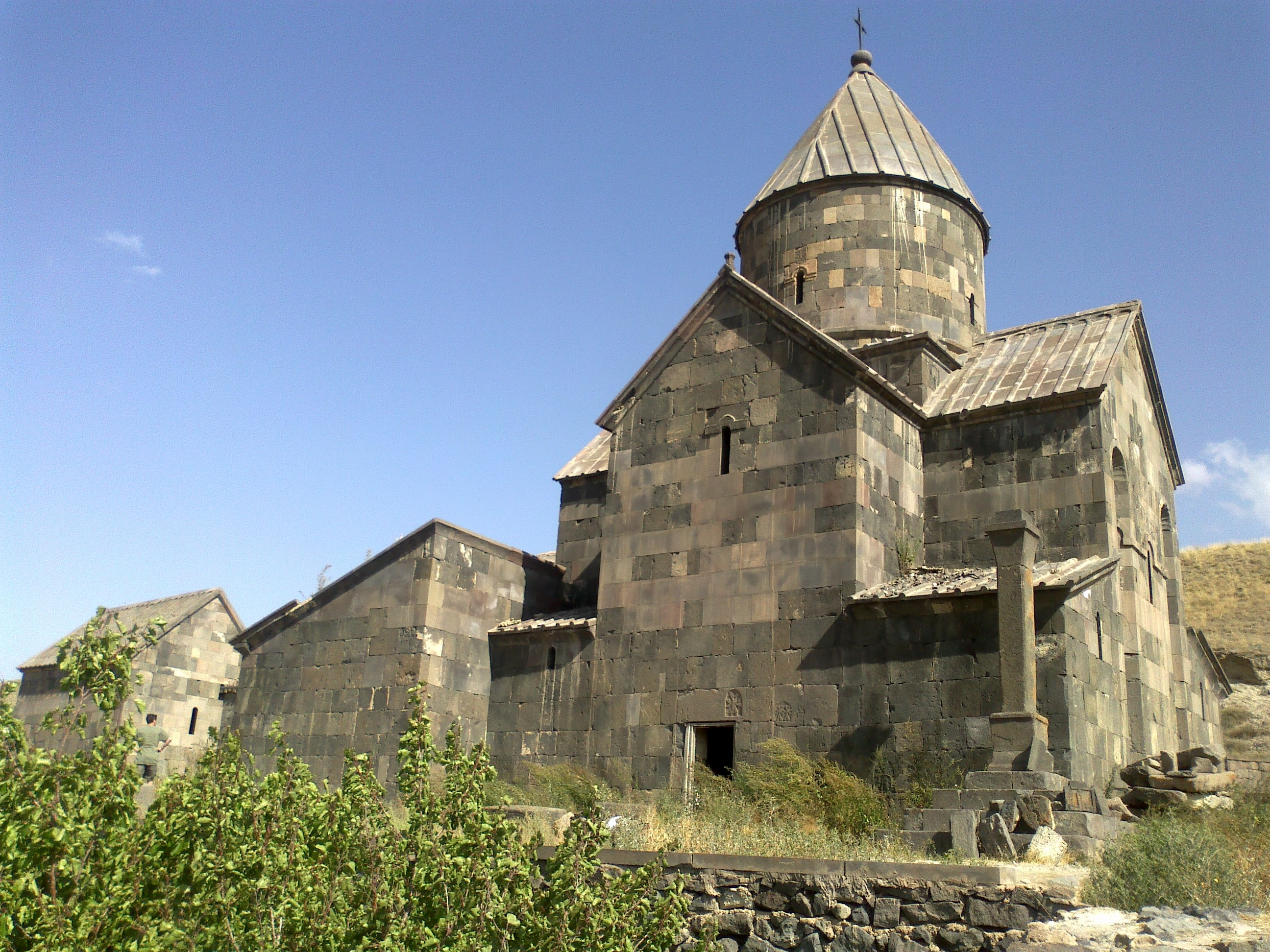
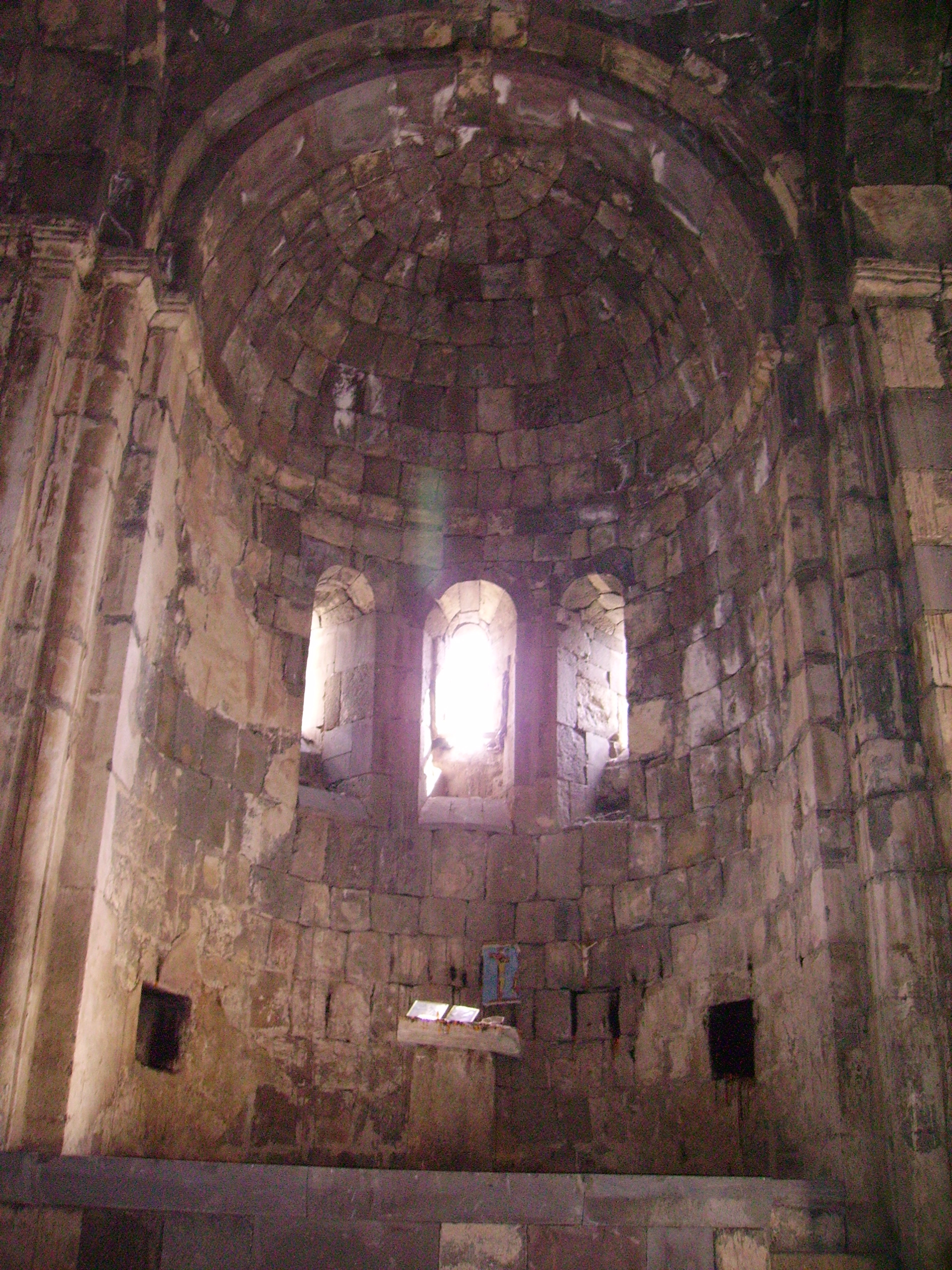
فضای داخلی محراب وروتناوانک.